# Niviventer culturatus
Niviventer culturatus — вид пацюків (Rattini), ендемік Тайваню.

## Морфологічна характеристика
Довжина голови й тулуба від 130 до 150 мм, довжина хвоста від 170 до 200 мм, довжина лапи від 29 до 35 мм, довжина вуха від 23 до 25 мм. Волосяний покрив м'який. Колір спини темно-сірувато-коричневий, а черевні частини кремово-білі. Лінія поділу вздовж флангів чітка. Морда відносно коротка, сірувата, з темнішими плямами спереду і позаду очей. Вуха великі, а вуса довгі. Зовнішня частина ніг коричнева, а стегна і пальці білі. Лапи довгі й тонкі. Хвіст зверху коричневий, а знизу кремово-білий; кінчик білий.

## Середовище проживання
Цей вид зустрічається в первинних цугових лісах, а іноді й у вторинних місцях проживання, як правило, на висоті 2000–3000 метрів над рівнем моря.

## Спосіб життя
Це наземний вид.